# Léo poche

Léo Poche est une revue publiée au format poche par les éditions Vaillant, dessinée et écrite par Roger Mas (le créateur de Pifou). 24 numéros sont parus, d'octobre 1974 à juillet 1980. 
Elle raconte les aventures de Léo, un étrange animal retenu dans un zoo, et qui fréquemment cherche à s'évader.	

## Liste des livres parus
| N° | Titre                               | Date          |
| -- | ----------------------------------- | ------------- |
| 1  | Léo bête à part le roi de l'évasion | octobre 1974  |
| 2  | Il court, il court, il court le Léo | janvier 1975  |
| 3  | Un zoo peuplé de rires et de joies  | avril 1975    |
| 4  | Du début à la fin vive les vacances | juillet 1975  |
| 5  | Spécial Safari                      | octobre 1975  |
| 6  | Spécial énigmes                     | janvier 1976  |
| 7  | Spécial Cirque et Clowns            | avril 1976    |
| 8  | Randonnées                          | juillet 1976  |
| 9  | Bricolages forestiers               | octobre 1976  |
| 10 | La vie des Pôles                    | février 1977  |
| 11 | Jeux d'air                          | mai 1977      |
| 12 | 100 jeux 100 gags                   | août 1977     |
| 13 | Fables de La Fontaine               | novembre 1977 |
| 14 | 100 gags 100 jeux                   | mars 1978     |
| 15 | En mai fais ce qu'il te plait       | mai 1978      |
| 16 | Ceux qui aiment le cirque           | août 1978     |
| 17 | Zoo circus - Spécial Cirque         | novembre 1978 |
| 18 | La fête au zoo                      | février 1979  |
| 19 | Léo magicien à part                 | avril 1979    |
| 20 | Vive le crique au zoo               | août 1979     |
| 21 | Les jeux oléopiques                 | octobre 1979  |
| 22 | Cinéléo                             | janvier 1980  |
| 23 | Léo au music-hall                   | avril 1980    |
| 24 | Léo et la télé                      | juillet 1980  |